# Pazo

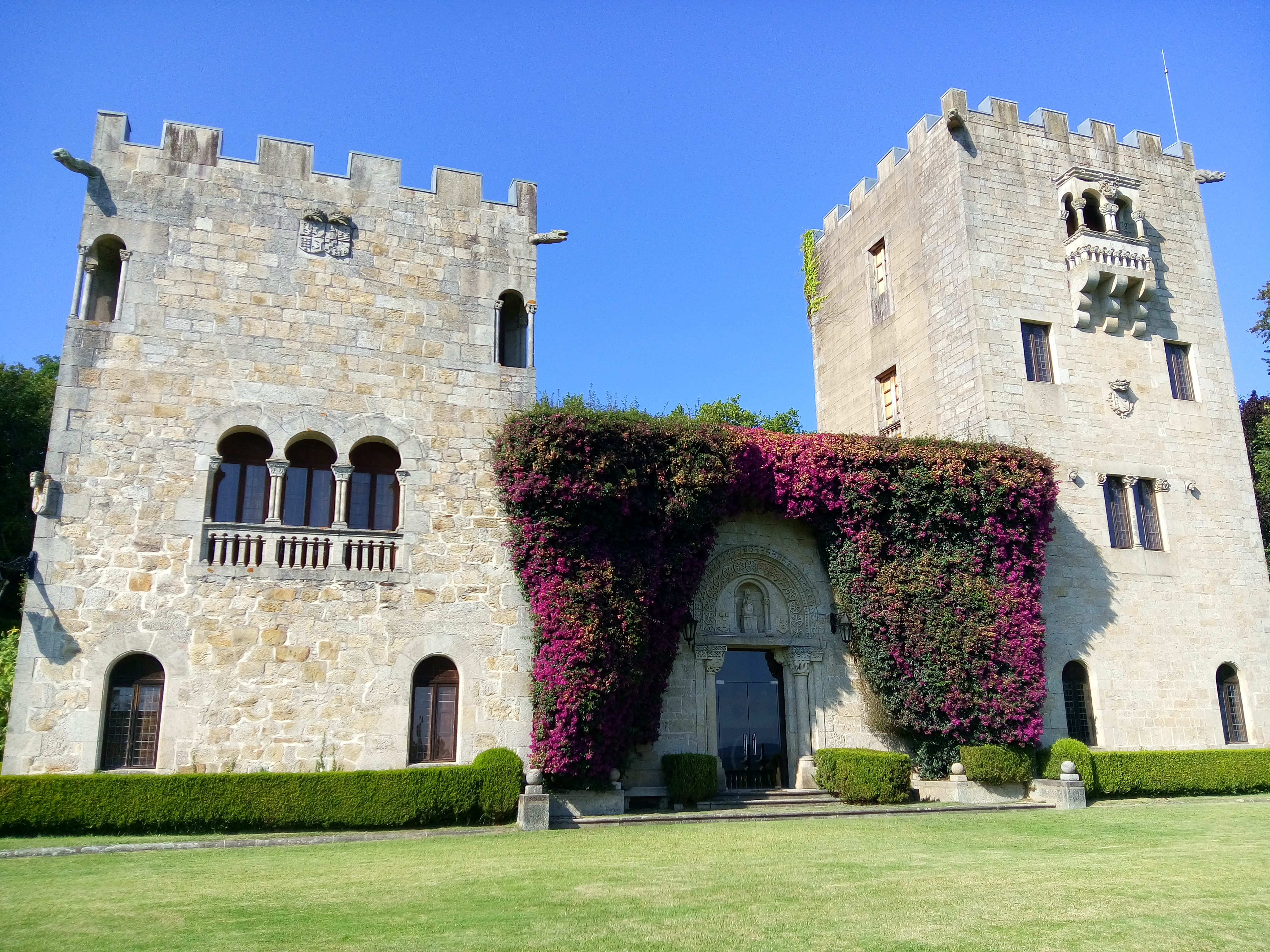
Pazo de Meirás, em Sada, foi propriedade da família de Emilia Pardo Bazán

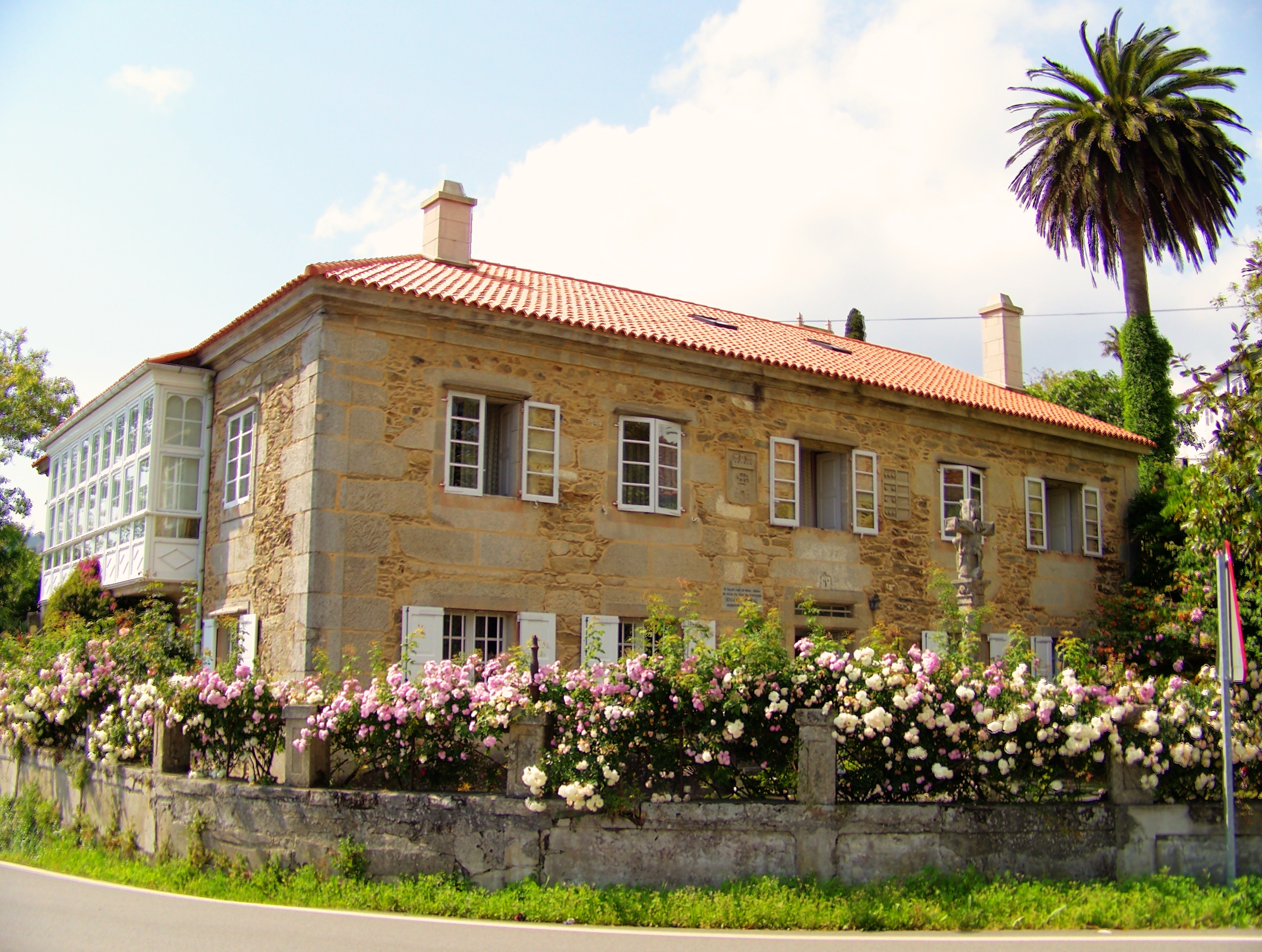
Pazo Pondal, em Ponteceso, onde nasceu o poeta Eduardo Pondal

Pazo (em galego reintegrado, "paço", igual ao português) designa, na Galiza, um tipo de casa tradicional solarenga, normalmente situada no campo, que foi residência de pessoas importantes da comunidade, como eram nobres e reis. O termo tem a mesma etimologia que o português "paço", que em muitos casos se refere a um palácio real.
Os pazos tiveram grande importância nos séculos XVII a XIX, pois constituíam uma espécie de unidade de gestão local em volta da qual decorria a vida dos aldeões. Estavam relacionados com a arquitetura rural e monástica e com o sistema de organização feudal.
Como categoria arquitetónica palaciana, floresce após o fim das refregas senhoriais que atormentaram o que é atualmente a Espanha no século XV, pois até então os fidalgos habitavam em torres, que eram construções mais adequadas para a atividade bélica. Os pazos foram-se convertendo numa marca social e um refúgio da classe nobre, que é retratada nos romances de Otero Pedrayo no início do século XX. Emilia Pardo Bazán também refletiu a vida nos pazos no seu romance “Los pazos de Ulloa”, de 1886, que foi adaptada ao cinema e televisão.
Ao pazo como estrutura arquitetónica civil tradicional estava também associada uma rede social: a dos serviçais do fidalgo e dos tributários dos foros, que chegavam a viver no mesmo espaço (sobretudo os primeiros). Usualmente um pazo tem um edifício principal, rodeado de um jardim, um pombal e é frequente ter edificações anexas, como pequenas capelas para celebrações religiosas.
O termo pazo aparece em muitos topónimos galegos, como Pazos de Borbén, Pazos de Borela o Pazos de Reis, localidades da província de Pontevedra. Por sua vez, estes topónimos ou o próprio pazo dá lugar a vários antropónimos, como Pazos, Pazo ou Do Pazo. Estes antropónimos deram novamente origem a topónimos na América.